# Aristocapsa insignis
Aristocapsa insignis (Curran) Reveal & Hardham – gatunek rośliny z monotypowego rodzaju Aristocapsa w obrębie rodziny rdestowatych (Polygonaceae Juss.). Występuje naturalnie w południowo-zachodnich Stanach Zjednoczonych – w środkowo-zachodniej części Kalifornii.

## Morfologia
PokrójRoślina jednoroczna dorastająca do 2–10 cm wysokości. Pędy są pnące i gruczołowate.
LiścieLiście odziomkowe są siedzące, zebrane w rozetę. Ich blaszka liściowa ma równowąsko łyżeczkowaty kształt. Mierzy 5–15 mm długości oraz 2–4 mm szerokości, ma ostry wierzchołek.
KwiatyPromieniste, obupłciowe, zebrane w wierzchotki dwuramienne, rozwijają się na szczytach pędów. Listków okwiatu jest 6, mają różową barwę, mierzą 2 mm długości, są częściowo zrośnięte tworząc okwiat o kształcie od dzwonkowatego do obłego. Mają 6 wolnych pręcików.
OwoceTrójboczne niełupki osiągające 1–2 mm długości.

## Biologia i ekologia
Rośnie w lasach sosnowych oraz na łąkach. Występuje na wysokości do 600 m n.p.m. Kwitnie od maja do czerwca.

## Ochrona
Aristocapsa insignis posiada status gatunku zagrożonego.